# Joseph-Hippolyte Duvivier
Pour les articles homonymes, voir Duvivier.
L'abbé Joseph-Hippolyte Duvivier est un prêtre oratorien et écrivain ecclésiastique, né le 20 avril 1752 à Mons et mort le 25 janvier 1834 à Tournai.

## Biographie
D'une famille aisée de Mons, Joseph-Hippolyte Duvivier est le fils de Thomas-Hippolyte Duvivier et de Marie-Waudru Escufler. Il suit ses études de philosophie, théologie et droit à l'université de Louvain, obtenant sa licencié en droit canon, avant de rentrer chez les Oratoriens à Mons. Ordonné prêtre en 1778, il s'occupe d'enseignement des humanités et de prédication.
En 1787, il publie une première brochure anonyme pour défendre les intérêts de l'Église face à l'Empereur Joseph II, qui est suivi d'une deuxième qui connait un grand écho. Cela conduit le cardinal de Frankenberg, archevêque de Malines, à s'attacher Duvivier comme secrétaire. Devenu son homme de confiance, le cardinal l'envoie à plusieurs occasions pour des missions délicates auprès du ministre Ferdinand von Trauttmansdorff.
Lors des événements donnant lieu à la révolution brabançonne, l'abbé du Vivier défend l'indépendance de la Belgique dans plusieurs écrits. Lors de l'occupation française, il partage l'exile du cardinal de Frankenberg, qui, même éloigné, continue de diriger son diocèse. Rentré à Mons auprès de sa famille, Duvivier est touché par le décret de déportation visant les ecclésiastiques refusant de prêter serment de haine à la royauté et est emprisonné à la citadelle de Valenciennes. Sa famille et son beau-frère, l'avocat Jean-François-Joseph Dolez (père d'Hubert et François Dolez), réussissent à obtenir à Paris l'examen de sa santé, grandement détérioré. Duvivier ne retrouve sa pleine liberté que sous la période du Consulat.
Après la conclusion du Concordat, Duvivier devient chanoine de la cathédrale de Tournai, archidiacre et vicaire général du diocèse de Tournai, puis doyen du chapitre. Mgr François-Joseph Hirn choisit Duvivier comme théologien pour l'accompagner au Concile national réuni par Napoléon Bonaparte en 1811.
En 1830, pour raison de santé et vu son âge, il décline son élection au Congrès national.

## Publications
- Réflexions d'un citoyen pacifique sur l'affaire de Louvain, où l'on prouve par le commentaire de l'ordonnance du 16 octobre 1786, que la position actuelle du séminaire général n'est en aucune manière obstative à l'entier accomplissement des préalables, tels qu'ils sont exigés par l'Empereur (1788)
- Apologie du mariage chrétien, ou Mémoire critique, canonique et politique. Servant de réponse au commentaire intitulé # Des empêchemens dirimant le contrat de mariage, dans les Pays-Bas autrichiens (1788)
- Paraphrase de la lettre du docteur Marant, à Son Éminence le cardinal-archevêque de Malines en date du 3 avril 1789 (1789)

- Le Retour de Bruxelles, ou l'Estaminet des six professeurs (1789)'
- Lettres curieuses sur l'affaire de Louvain, tenant lieu de réponse aux Observations générales sur le prétendu jugement doctrinal de Son Éminence &c. (1789)
- Le Retour de Bruxelles, ou l'Estaminet des six professeurs. Seconde soirée (1789)
- Examen de la réponse que firent les professeurs de Louvain aux deux premières questions dogmatiques qui leur furent proposées par le cardinal-archevêque de Malines le 10 mars 1789 (1789)
- Réponse au faux cardinal, installé par lui-même, pour calomnier plus efficacement Son Éminence le cardinal-archevêque de Malines, et la nation Belgique (1790)
- Lettre d'un membre du ci-devant conseil royal de Bruxelles à un royaliste intrigant, servant de réponse au problème # Qu'allons-nous devenir ? (1790)